# Gymnocalycium denudatum
Gymnocalycium denudatum (basioniem: Echinocactus denudatus) is een cactus. De plant wordt ook weleens spincactus genoemd, omdat het areool en de doorns samen, wel wat aan een spin doen denken. De meestal vijf doornen liggen strak tegen de plant aan en zijn gekromd. Het lichaam is glanzend donkergroen en tot 20 cm hoog en 5-15 cm in diameter. De plant vormt spruiten vanaf de basis. De relatief grote areolen zijn bedekt met licht vilt dat later naar grijs verkleurt. Er zijn vijf tot acht ribben.

## Bloem
De bloem verschijnt op de top van de plant en is wit, soms lichtroze en wordt 5-7 cm lang. Op de knop en later na opening op de onderkant van de bloem zitten schubben.

## Cultuur
De planten groeien in cultuur vrij snel en zonder veel problemen, wat de soort geschikt maakt voor beginnende cactusliefhebbers. De plant verdraagt de volle zon echter niet, omdat dan verbranding van de huid optreedt.

## Geschiedenis
De cactus werd al in 1825 door Friedrich Sellow vanuit Uruguay of Zuid-Brazilië naar Berlijn gezonden, waar de plant drie jaar later de naam Echinocactus denudatus kreeg. In 1845 plaatste Dr. Peiffer de plant in het door hem opgestelde geslacht Gymnocalycium en maakte Gymnocalcium denudatum tot typeplant van dit geslacht.

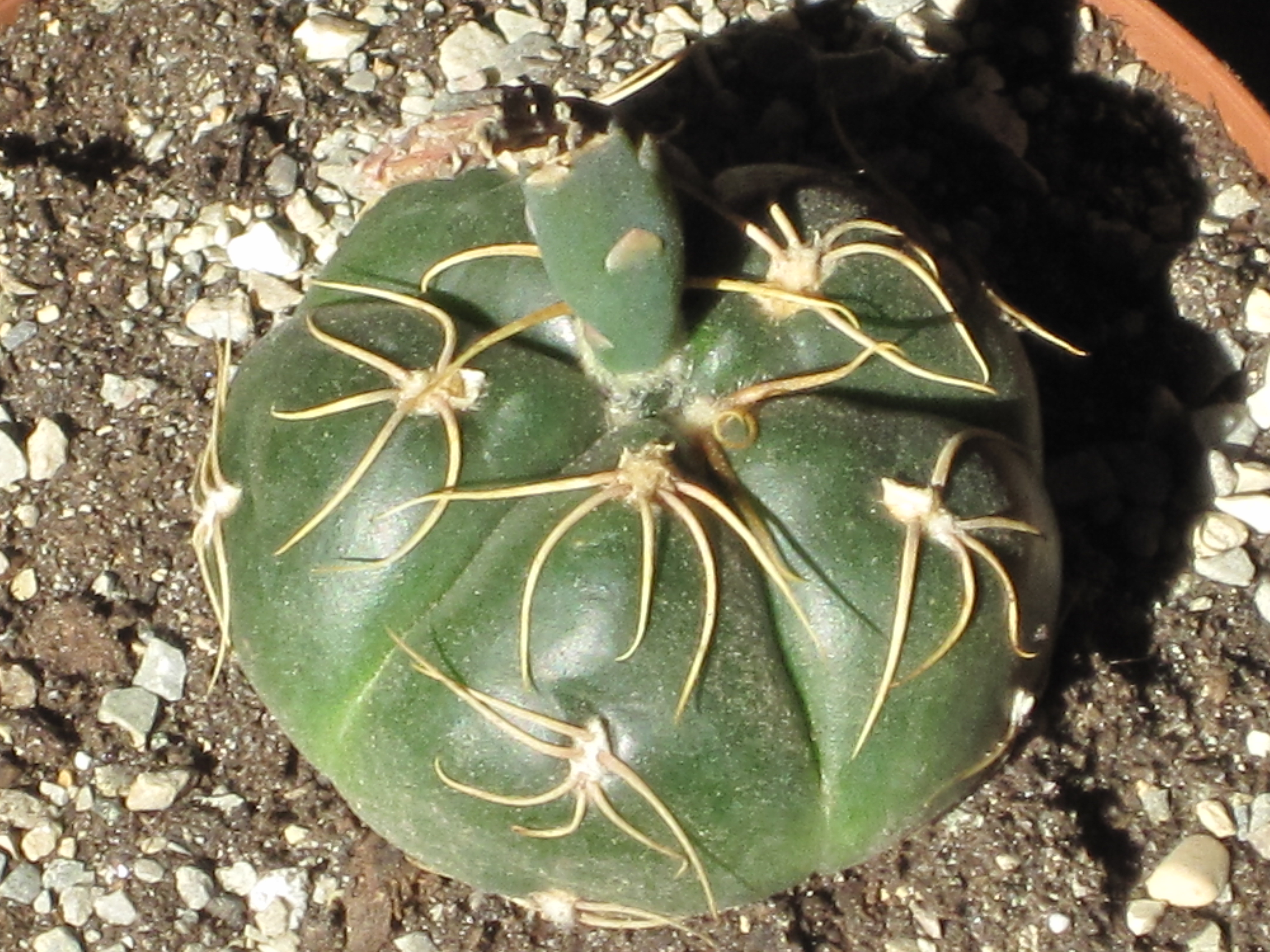
Gymnocalycium denudatum
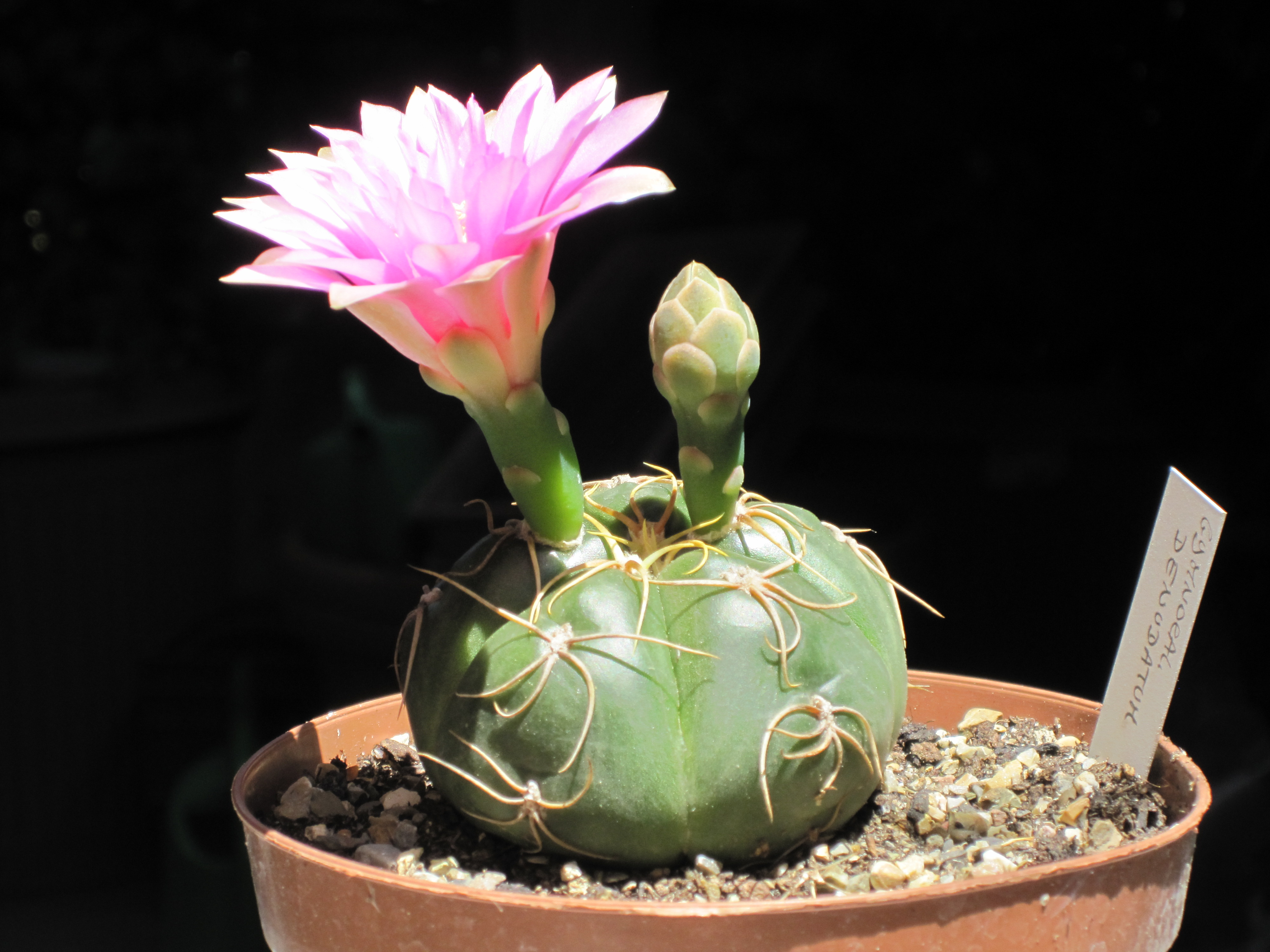
Bloem
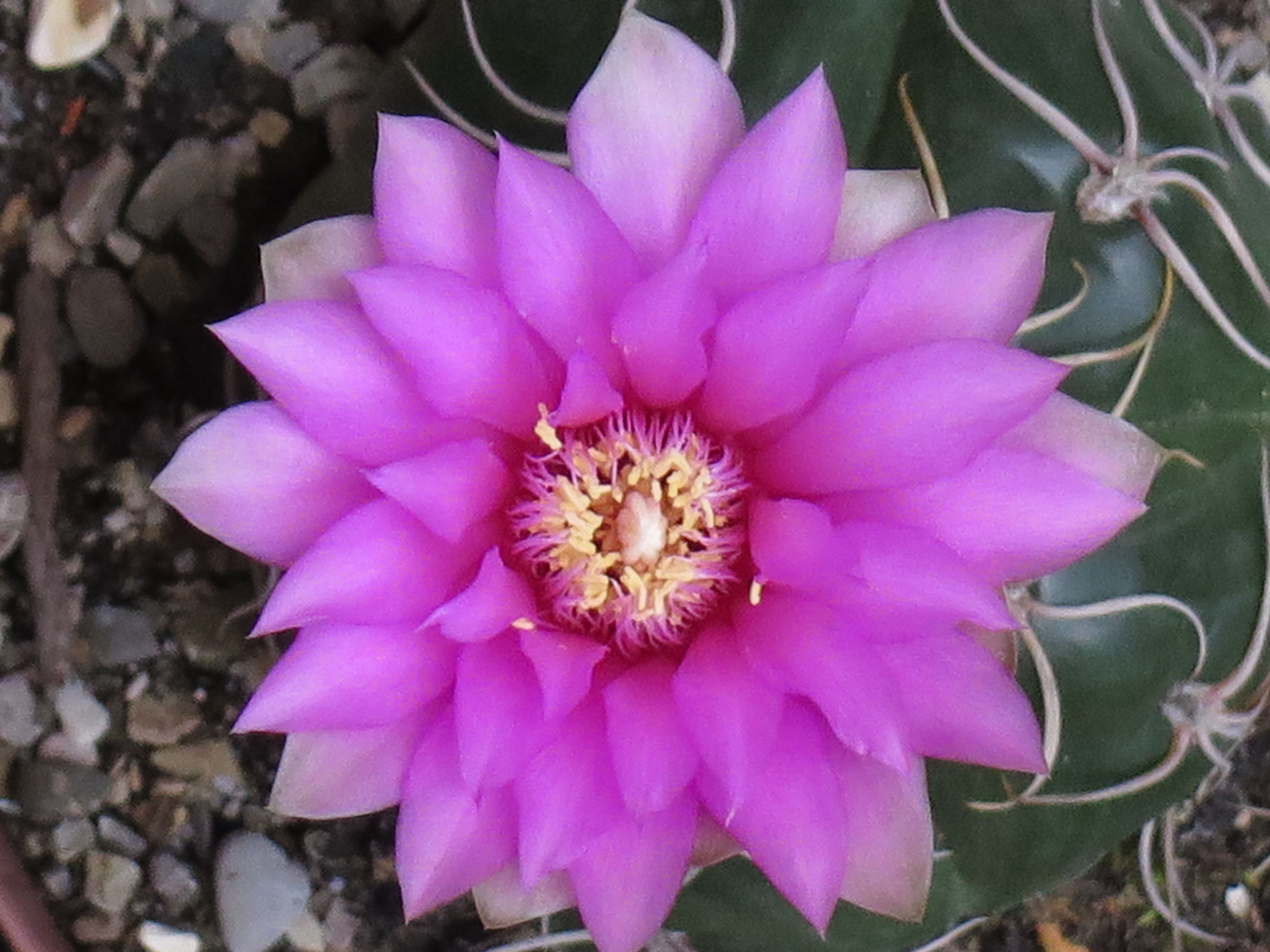
Bloem